# Jacarra Winchester
Jacarra Gwenisha Winchester (19 de octubre de 1992) es una deportista estadounidense que compite en lucha libre.
Ganó dos medallas en el Campeonato Mundial de Lucha, en los años 2019 y 2023, ambas en la categoría de 55 kg. Participó en los Juegos Olímpicos de Tokio 2020, ocupando el quinto lugar en la categoría de 53 kg.

## Palmarés internacional
| Campeonato Mundial | Campeonato Mundial     | Campeonato Mundial | Campeonato Mundial |
| Año                | Lugar                  | Medalla            | Categoría          |
| ------------------ | ---------------------- | ------------------ | ------------------ |
| 2019               | Nursultán (Kazajistán) | Medalla de oro     | 55 kg              |
| 2023               | Belgrado (Serbia)      | Medalla de plata   | 55 kg              |